# Franz Ernst Christoph Leuckart
Franz Ernst Christoph Leuckart (* 21. März 1748 in Helmstedt; † 9. Februar 1817 in Breslau, Provinz Schlesien) war ein deutscher Musikverleger, Kunst- und Musikalienhändler.

## Leben

### Familie
Franz Ernst Christoph Leuckart war der Sohn des Helmstedter Buchdruckers und Senators Michael Günther Leuckart.
Seit 1783 war er mit Friederike Rosina (geb. Kusche) verheiratet; gemeinsam hatten sie zwei Kinder. Ihre Tochter Auguste Henriette Leuckart heiratete Johann Karl Wilhelm Sander (1786–1859) und deren gemeinsamer Sohn Constantin Sander (* 25. April 1826 in Breslau; † 21. Dezember 1905 in Leipzig) wurde später Musikverleger und 1859 Besitzer des F. E. C. Leuckart-Verlags, dessen Sitz er 1870 von Breslau nach Leipzig verlegte.
Nach seiner Übersiedlung nach Breslau Mitte er 1760er Jahre erhielt er 1782 das Breslauer Bürgerrecht zuerkannt.

### Werdegang
Franz Ernst Christoph Leuckart erhielt seit 1761 eine Ausbildung in der Weygandschen Buchhandlung, die von Christian Friedrich Weygand (1722–1764) Ende der 1750er Jahre in Helmstedt gegründet worden war.
In der Zeit 1765/1766 siedelte er nach Breslau über und trat in die Buchhandlung von Johann Friedrich Korn dem Älteren (1732–1802), Bruder von Johann Gottlieb Korn, ein.
Er gründete am 5. März 1782, gemeinsam mit Johann Daniel Korn dem Jüngeren die Kunst- und Musikhandlung Leuckart und Compagnie Breslau (heute: F. E. C. Leuckart-Verlag), die sich auf Landkarten und Musikalien spezialisiert hatte; seit 1788 war der Verlag im alleinigen Besitz von Franz Ernst Christoph Leuckart.
Der Komponist Carl Maria von Weber hatte aus der Zeit von 1804 bis 1806, während seines Aufenthaltes in Breslau, Schulden bei Franz Ernst Christoph Leuckart, die dieser 1815 anmahnte und von Weber im Dezember 1815 beglichen wurden.